# ASRock

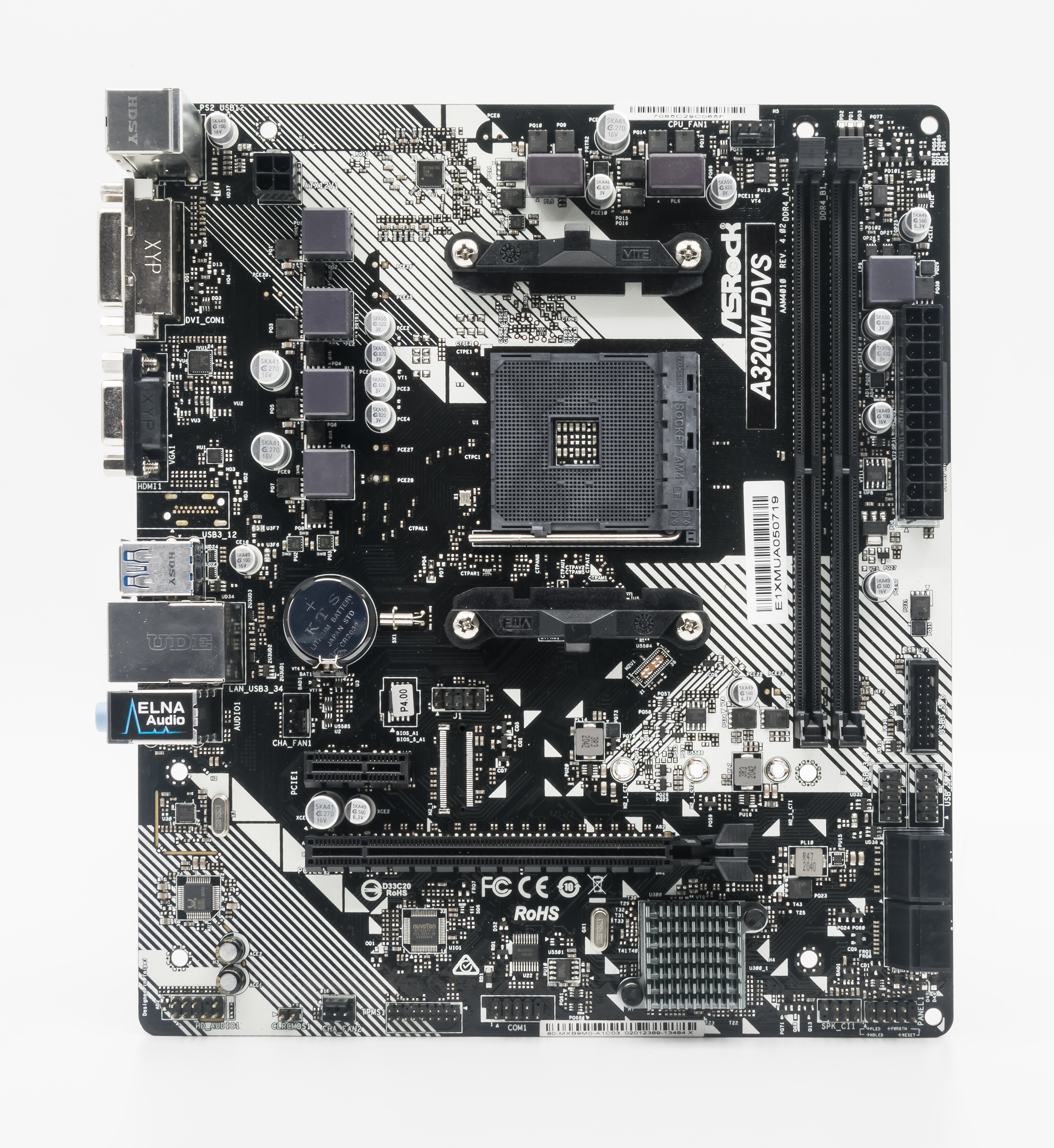
Płyta główna ASRock A320M-DVS

ASRock Inc. – przedsiębiorstwo utworzone w roku 2002 na Tajwanie, jako spółka zależna ASUS. Przedsiębiorstwo z siedzibą w Tajpej posiada oddziały w Europie, jak i w USA.

## Historia
Początkowo przedsiębiorstwo było znane z niskopoziomowych rozwiązań dla OEM opartych na tanich, przestarzałych chipsetach. Te jednak okazały się całkiem udanym przedsięwzięciem z powodu ich ceny i solidności. Przedsiębiorstwo obecnie produkuje płyty główne dla komputerów PC, do stacji roboczych, serwerów oraz komputery typu HTPC.
Obecnie ASRock Inc. jest jednym z największych producentów płyt głównych:
| Przedsiębiorstwo | 2011 (liczba dostaw) | 2012 (liczba dostaw) |
| ---------------- | -------------------- | -------------------- |
| ASUSTeK          | 23.2                 | 22.2                 |
| Gigabyte         | 17                   | 18.5 – 19            |
| ASRock           | 7.8                  | 8                    |
| MSI              | 7                    | 6                    |
| Biostar          | 5                    | 4.5                  |
| ECS              | 5                    | 4.5                  |